# Karol Świerczewski

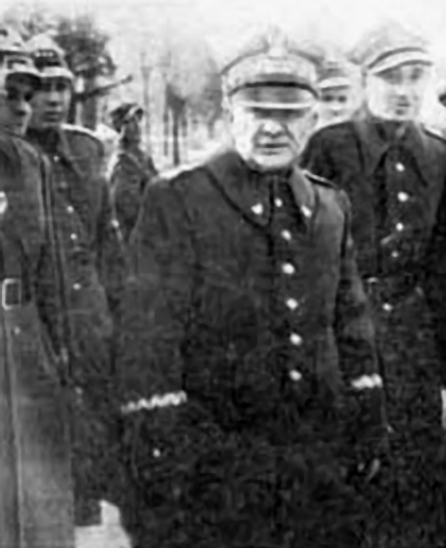
Última inspección del General Walter en Cracovia (marzo de 1947).

Karol Wacław Świerczewski, más conocido como General Walter (Varsovia, Imperio ruso, 22 de febrero de 1897 - Jabłonki, Polonia, 28 de marzo de 1947), fue un militar polaco que ejerció como general republicano de las Brigadas Internacionales durante la guerra Civil Española y como oficial soviético durante la Guerra Civil Rusa y la Segunda Guerra Mundial. Tuvo relevancia en el servicio posterior a la Guerra Mundial cuando se formó el Gobierno Provisional de Unidad Nacional (Tymczasowy Rząd Jedności Narodowej o TRJN) como Ministro de Defensa. Como tal, murió en una emboscada  cuando dirigía una operación antiguerrilla contra los Nacionalistas ucranianos.

## Biografía
Karol Świerczewski creció en una familia de clase trabajadora. A la edad de doce años se fue a trabajar a una fábrica de Varsovia hasta que en 1915, durante la Primera Guerra Mundial, fue evacuado a Moscú ante el avance alemán en Polonia.

### En la Unión Soviética
En 1917 se produjo la Revolución Rusa y cayó el viejo Imperio ruso, tras lo cual estalló una Guerra Civil en el antiguo Imperio zarista. Świerczewski se unió al PCUS y tomó parte en la Guerra Civil Rusa como soldado del nuevo Ejército Rojo. Más tarde, durante la Guerra Polaco-Soviética luchó en el bando soviético y fue herido en el frente de batalla. Desde el año 1921 Świerczewski dio clases en la Escuela Soviética de Comunistas Rojos y en 1927 se graduó en la Academia Militar de Frunze en Moscú y trabajó en el Estado Mayor del Ejército Rojo (STAVKA) como general. En el año 1928, con ocasión de la celebración del décimo aniversario de la creación del Ejército Rojo, le fue concedida la Orden de la Bandera Roja n.º 146, siendo su primera condecoración militar.

### Guerra civil española
El 22 de septiembre de 1936 se hizo cargo de la jefatura del Bureau Technique de la Organización Central de las Brigadas Internacionales (Comité de París), situado en el 128 Rue de Lafayette (París). Por esta época ya aparece con el nombre de Walter, que durante la contienda española se convertiría en su nombre de guerra. Conocido como profesor de la Escuela Militar de Moscú que ostentaba el grado de Coronel. El 24 de octubre asume la Jefatura de la XIV Brigada Internacional en Albacete, durante los comienzos de la guerra civil española, unidad con la que entró en combate en Lopera y en las fracasadas ofensivas de Segovia y Huesca, alcanzando rápidamente una gran popularidad y reputación, tanto en las Brigadas Internacionales como en el Ejército Popular de la República. Pronto se convierte en un reputado comandante y alcanza la dirección de la 35.ª División Internacional, participando en la toma de Belchite, en la sangrienta batalla de Teruel y en la retirada de Aragón, donde tiene una destacada participación en la Batalla de Alcañiz. En la defensa de la localidad aragonesa frente a las tropas franquistas estuvo a punto de caer prisionero.
Efecto de esta popularidad, el General Walter fue la inspiración del personaje General Golz en la novela Por quién doblan las campanas del escritor Ernest Hemingway. A finales de la primavera de 1938 volvió a la URSS y allí siguió hasta el inicio de la guerra contra Alemania.

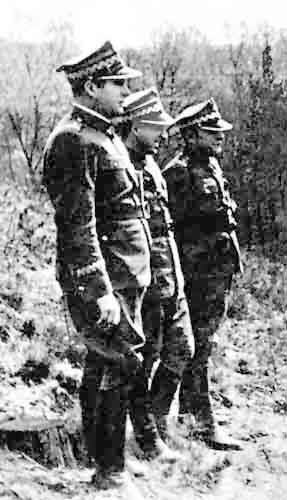
Michał Rola-Żymierski, Marian Spychalski y Karol Świerczewski (de izquierda a derecha)

### Segunda Guerra Mundial
Durante la Segunda Guerra Mundial Świerczewski sirvió como general para el ejército soviético, como hubiera hecho antes de la Guerra de España. En 1943 fue uno de los militares polacos comunistas que se encargaron de la creación de las Fuerzas armadas polacas en el Este (embrión del posterior Ejército Popular Polaco) como de la creación del Primer Ejército polaco, en contraposición a las Fuerzas armadas polacas en el Oeste, que obedecían al Gobierno polaco en el exilio de Londres. En el año 1944 se convertiría en uno de los líderes del Partido Obrero Polaco y también del procomunista Gobierno de Lublin. A finales de 1944 tomó el mando del recién creado 2.º Ejército Polaco, unidad con la que participó activamente en la Ofensiva soviética en Polonia. Estaría al mando de esta unidad hasta que abandonó el mando en la primavera de 1945, poco antes del inicio de la Batalla de Berlín.

### Posguerra

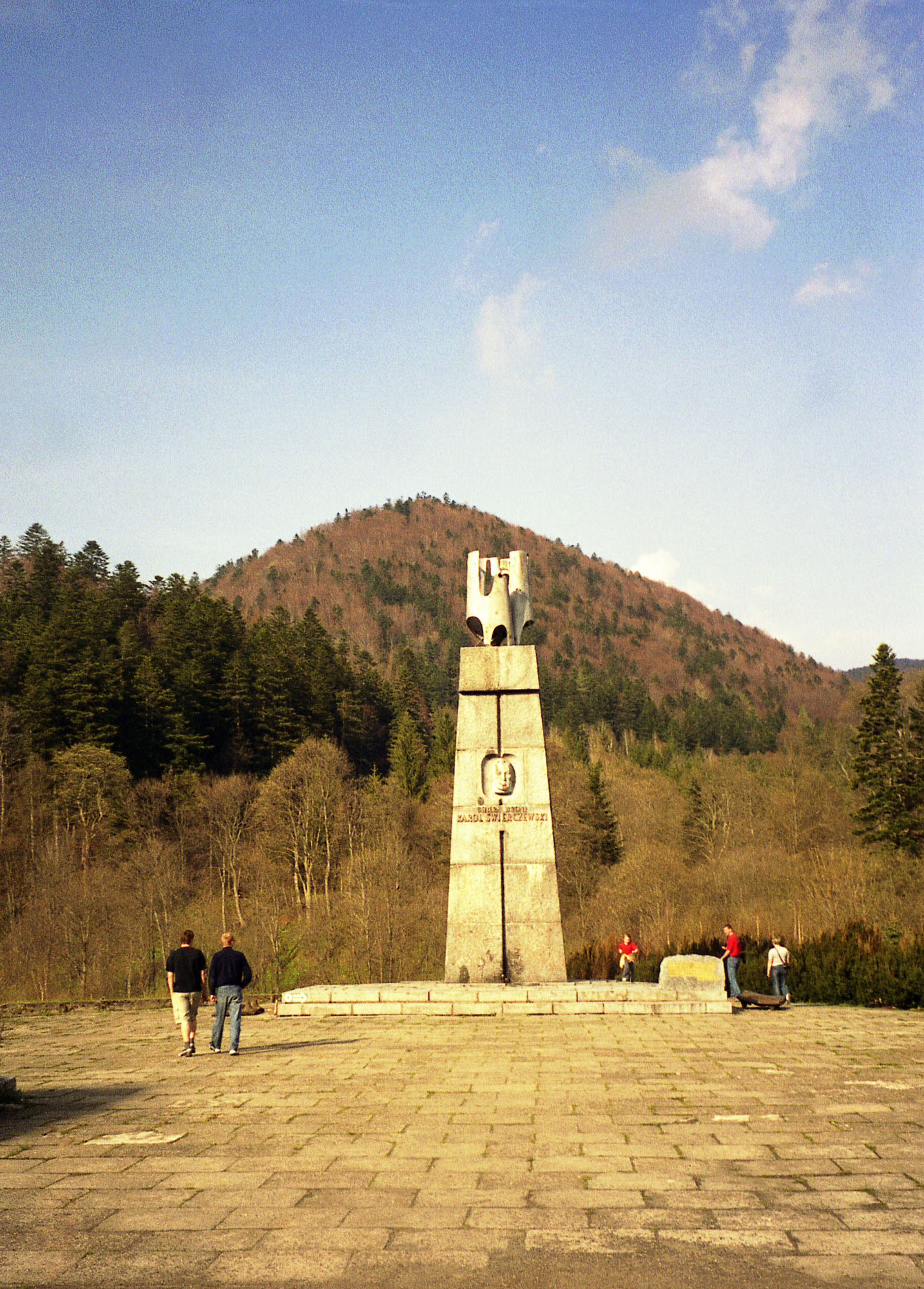
Antiguo monumento dedicado al General Walter en Jabłonki (Polonia), en 2005. El monumento fue desmantelado en febrero de 2018 y alguno de sus elementos, como el águila, el busto y la placa con inscripciones fueron trasladados al Instituto de la Memoria Nacional.

En febrero de 1946 Świerczewski alcanzó el cargo de Ministro de Defensa de Polonia. Durante su mandato se vio involucrado en la persecución de independentistas ucranianos, y permitió ejecuciones durante el régimen comunista en Polonia.
En marzo de 1947, partió en una inspección de guarniciones de Bieszczady, donde participó en combates contra las fuerzas irregulares del Ejército Insurgente Ucraniano (UPA). El 28 de marzo murió en Jabłonki (Baligród). Después de su muerte, una comisión especial creada, dirigida por Anatol Fejgin, Józef Różański y miembros de la Dirección General de Información del Ejército polaco (Główny Zarząd Informacji Wojska Polskiego). Según la versión oficial, K. Świerczewski cayó bajo las balas de un comando organizado por la UPA, conocido por «Bira». Según la versión oficial, los comandos del UPA al mando Stepan Stebelski Chrina asesinaron a Swierczewski, pero las circunstancias turbias de la muerte de Swierczewski han dado lugar a diversas teorías alternativas sobre la misma.
La comisión declaró que K. Świerczewski fue asesinado de dos disparos, que se pueden ver en su uniforme de general que se halla en el Museo del Ejército de Polonia.